# M.W. Friderichsen
Johan Mathias Wilhjelm Friderichsen (13. september 1864 på Kærstrup – 20. juli 1954) var en dansk godsejer og officer, bror til Viggo Friderichsen.
Friderichsen var søn af jægermester Peter Friderichsen (1825-1902) og hustru Diderikke Beate født Wilhjelm (1830-1901). Han var løjtnant, blev landbrugskandidat 1886 og var ejer af Kærstrup fra 1902. Han var Ridder af Dannebrog, Dannebrogsmand og medlem af bestyrelsen for A/S. C.A Quaade & Co. Han var landvæsenskommissær, dommer ved Statshingsteskuet i 3. Kreds og formand for Midtlollands Tolvmandsforening.
Han blev gift 5. oktober 1893 med Hedvig Jungersen (26. februar 1869 i Odense - ?), datter af forpagter Lauritz Jungersen (død 1890) og hustru Johanne født Bjerregaard (død 1923).